# Groac'h
Vous lisez un « article de qualité » labellisé en 2015.
Une groac'h (breton pour « fée », « sorcière » ou « vieille femme », pl. groagez) est une fée bretonne liée à l'eau. Multiforme, elle est souvent vieille et nocturne, apparentée aux ogres et aux sorcières, parfois avec des dents de morse. Réputée vivre dans des cavernes, sous le sable ou sous la mer, la groac'h a du pouvoir sur les éléments de la nature et maîtrise la métamorphose. Elle est surtout connue comme une figure malveillante, en particulier à cause du conte d'Émile Souvestre La Groac'h de l'île du Lok. La fée y séduit les hommes qu'elle change en poissons et les sert comme repas à ses hôtes, sur l'une des îles de l'archipel des Glénan. D'autres contes les présentent comme de vieilles fées solitaires pouvant combler de cadeaux et de dons les humains qui leur rendent visite.
Plusieurs toponymes de Basse-Bretagne sont attribués à une groac'h, en particulier des mégalithes dans les Côtes-d'Armor, ainsi que l'île de Groix dans le Morbihan, et le phare de la Vieille. L'origine de ces fées appartenant à l'archétype de « la Vieille » est à rechercher dans des divinités féminines antiques diabolisées avec le christianisme. L'influence des écrivains bretons, au XIXe siècle, les a rapprochées de la figure féerique classique. La groac'h apparaît régulièrement dans des œuvres littéraires récentes, comme La Pâleur et le Sang (1983) de Nicolas Bréhal.

## Étymologie
Selon Philippe Le Stum, à l'origine, « groac'h » semble être le mot breton pour désigner les fées de manière générale. Il a évolué pour désigner une vieille créature, à la beauté trompeuse. Il est parfois orthographié « groah », la consonne finale se prononçant comme le ch en allemand. L'un des pluriels possibles est groagez. Selon Joseph Rio, l'assimilation entre la groac'h et la fée est davantage le résultat de l'influence du conte et des commentaires d'Émile Souvestre qu'une croyance réellement issue des traditions populaires de Basse-Bretagne : La Groac'h de l'Île du Lok, conte destiné à un public de lettrés, fait appel à une technique d'écriture basée sur l'utilisation interchangeable des mots « fée » et  « groac'h ». Anatole Le Braz commente ce nom, disant que « Groac'h est pris tour à tour en bonne ou en mauvaise part. Il signifie vieille sorcière ou simplement vieille femme ».

## Caractéristiques
Les groagez sont les fées le plus souvent rencontrées en Bretagne, généralement dans les forêts et près des fontaines : les fées des puits bretons en sont essentiellement. Un certain nombre de « fées des mers » portent également le nom de groac'h, parfois de façon interchangeable avec ceux de « Mary Morgane » ou de « sirène ». Joseph Mahé parle (1825) d'une mauvaise créature dont il était effrayé pendant son enfance, réputée vivre dans les puits d'où elle submerge les petits enfants tombés dedans. Il est possible que Souvestre ait puisé les caractéristiques maléfiques de « sa » groac'h chez Mahé, il avoue en effet dans ses notes une certaine réinvention de la tradition. 

### Apparence

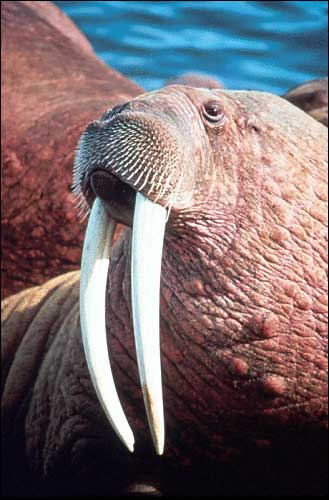
La groac'h arbore parfois de longues dents comme celles des morses.

En raison de leur caractère multiforme, les groagez sont difficiles à définir. L'une d'elles passe pour fréquenter les alentours de Kerodi, mais les descriptions varient : une vieille femme courbée et appuyée sur une béquille, ou bien une princesse richement vêtue, accompagnée de korrigans. Les descriptions insistent souvent sur l'aspect de vieille femme, Françoise Morvan parlant de fée-scarabée. Elle relève des cas où les groagez ont des dents « de morse » exceptionnellement longues, depuis la longueur d'un doigt jusqu'à traîner par terre. Dans d'autres cas, elles n'ont pas de dents ou rien n'est précisé de cet attribut. Il arrive qu'elles soient bossues. Le conteur Pierre Dubois les décrit comme des métamorphes capables de prendre des apparences des plus flatteuses aux plus répugnantes : cygnes ou larves myopes et flasques. Il leur attribue des dents vertes ou, beaucoup plus rarement, rouges, ainsi qu'un « mante[au] d'écailles ». Pour Morvan, la variété de ces descriptions provient de deux phénomènes. D'une part, il se pourrait que ces fées changent d'apparence en vieillissant, pour prendre celle de batraciens à pustules. D'autre part, une tradition russe rapportée par André Siniavski veut que les fées passent par des cycles de rajeunissement et de vieillissement selon les cycles de la lune : une tradition similaire a peut-être existé en Bretagne.

### Attributs et caractère
Pierre Dubois compare la groac'h à une ogresse ou une sorcière d'eau. André-François Ruaud la rattache plutôt aux ondines, Richard Ely et Amélie Tsaag Valren aux sorcières, Édouard Brasey la décrit comme une « fée lacustre ». Quoi qu'il en soit, la groac'h est l'une des plus puissantes fées des eaux bretonnes. Depuis son habitat aquatique comme sur terre, elle a pouvoir sur les éléments. Celle du château de Lanascol pourrait faire bouger les feuilles mortes à l'automne et les changer en or, ou bien faire s'incliner les arbres et frissonner les étangs sur son passage.  Bien qu'elle soit surtout connue par des représentations négatives, la groac'h n'est pas forcément mauvaise. Il lui arrive de recevoir poliment des humains dans son repaire et d'offrir des objets magiques (par trois le plus souvent), des trésors et des guérisons. Comme de nombreuses autres fées, elle s'occupe aussi à ses lessives et à filer. Elles sont autoritaires mais généralement pleines de bonnes intentions. Le plus souvent, les groagez sont décrites comme des solitaires dans leur retraite sous la mer, dans un rocher ou dans le sable. Certains contes font état d'une vie en famille uniquement féminine. Les groagez n'abandonnent par leurs enfants et ne laissent pas de changelin. Il arrive qu'elles soient accompagnées d'un cheval d'eau vert et d'un homme-brochet. Elles sont plus inconstantes et plus sensibles que les autres fées bretonnes, pouvant facilement prendre ombrage. Dans le Finistère, des groagez révèlent aux mineurs l'existence du plomb argentifère.

## Contes et légendes collectés
Plusieurs collectes font état d'une groac'h en divers lieux de Bretagne. Souvestre évoque l'une de ces fées, assimilée à une naïade, dans un puits de Vannes, : cette légende semble assez populaire à son époque, et pourrait avoir les mêmes sources que le conte de la fée du puits. Il rejoint le thème des « fileuses près de la fontaine » dans la classification Aarne-Thompson. Un récit collecté par Anatole Le Braz fait d'une de ces fées la personnification de la peste : un vieil homme de Plestin trouve une groac'h qui lui demande son aide pour traverser la rivière. Il la porte, mais elle devient de plus en plus lourde, si bien qu'il la re-dépose là où il l'a prise, évitant du même coup une épidémie de peste au pays de Lannion. François-Marie Luzel rassemble lui aussi plusieurs traditions autour des groagez, que les habitants fuiraient comme l'Ankou. Certaines sont réputées pouvoir se changer en poulains, ou encore hanter la forêt de Coat-ann-noz (le bois de la nuit). L'étang du duc à Vannes hébergerait une groac'h, ancienne princesse qui s'est jetée à l'eau pour fuir un amant trop entreprenant, et que l'on verrait parfois démêler ses longs cheveux blonds avec un peigne en or.

### La Groac’h de l’Île du Lok

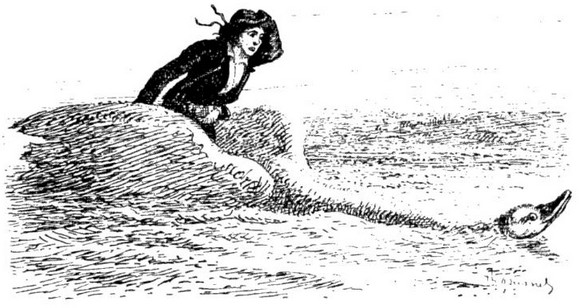
Houarn sur le canot enchanté de la groac'h. D'après Théophile Busnel, Contes et légendes de Basse-Bretagne, 1891.

Le plus célèbre conte évoquant une groac'h est celui de La Groac’h de l’Île du Lok, collecté puis écrit et arrangé par Émile Souvestre pour son recueil Le Foyer breton (1844). Houarn Pogamm et Bellah Postik, cousins orphelins, grandissent ensemble à Lannilis et s'aiment, mais ils sont pauvres. Houarn part chercher fortune. Bellah lui confie une clochette et un couteau, elle garde le troisième objet magique en sa possession, un bâton. Houarn arrive à Pont-Aven et y entend parler de la groac'h de l’île du Lok, une fée qui habite le lac de la plus grande des îles Glénan, réputée aussi riche que tous les rois réunis. Houarn se rend sur l’île du Lok et monte dans un canot enchanté en forme de cygne qui le conduit sous l'eau, dans la demeure de la groac'h. Cette femme superbe lui demande ce qu'il veut, Houarn répond qu'il cherche de quoi acheter une petite vache et un pourceau maigre. La fée lui offre à boire du vin enchanté et lui demande de l'épouser. Il accepte, mais en voyant la groac'h attraper et faire frire des poissons qui gémissent, il a peur et ressent des remords. La groac'h lui donne le plat de fritures de poisson et s'absente pour chercher du vin. 
Houarn tire son couteau, dont la lame détruit les enchantements. Tous les poissons se redressent et deviennent de petits hommes. Ce sont des victimes de la groac'h, qui ont accepté de l'épouser avant d'être métamorphosés et servis à dîner aux autres prétendants. Houarn tente de s'échapper mais la groac'h revient et lui lance le filet d'acier qu'elle porte à sa ceinture, ce qui le change en grenouille. La clochette qu'il porte à son cou tinte et Bellah l’entend à Lannilis. Elle prend son bâton magique qui se change en bidet rapide, puis en oiseau pour traverser la mer. Au sommet d'un rocher, Bellah trouve un petit korandon noir, le mari de la groac'h. Il lui apprend le point faible de la fée. Le korandon offre des habits d'homme à Bellah et lui permet de se déguiser. Lorsqu'elle arrive auprès de la  groac'h, celle-ci est très heureuse de recevoir un si beau garçon et cède à la demande de Bellah, qui voudrait attraper ses poissons avec le filet d’acier. Bellah lance le filet sur la fée en la maudissant : « deviens de corps ce que tu es de cœur ! ». La groac'h se change en créature hideuse, la reine des champignons, qui est jetée au fond d'un puits. Les hommes métamorphosés et le korandon sont délivrés, Bellah et Houarn prennent les trésors de la fée, s'épousent et vivent heureux.
D'après Joseph Rio, ce conte de Souvestre témoigne d'un important travail d'écriture sur le personnage de la groac'h. Il explique son choix de le placer sur l'île du Lok par la multiplicité des versions des conteurs. La Groac'h de l'île du Lok connaît un grand succès en Allemagne, plus encore qu'en Bretagne. Henrich Bode le publie sous le titre de « La fée des eaux » en 1847. Il est réédité en 1989 et 1993. Ce conte est également traduit en anglais (the Groac’h of the Isle), et publié notamment dans The Lilac Fairy Book en 1910. Il sert de matériel d'étude de la langue française pour les élèves britanniques entre 1880 et 1920.

### La Groac'h de la fontaine
Ce conte, collecté par Joseph Frison vers 1914, parle d'une fillette qui se rend de nuit à la fontaine pour aider sa mère. Elle découvre qu'une groac'h y habite. La fée lui demande de ne plus jamais revenir la nuit, faute de quoi jamais la fillette ne reverra sa mère. Cette dernière tombe malade et la fillette retourne puiser de l'eau la nuit malgré l'interdiction. La groac'h capture la fillette et la séquestre dans sa grotte, qui a tout le confort disponible. Bien que privée de sa famille, la petite fille y est heureuse. Une jeune groac'h vient la garder pendant que la groac'h de la fontaine est en visite auprès d'une de ses sœurs. Elle meurt en compagnie de sa sœur et transmet un message à la jeune groac'h : la fillette est libre de partir si elle le souhaite. Sachant que la demeure de la groac'h est bien plus confortable que la sienne, la fillette demande une clé pour pouvoir entrer et sortir à son aise. La jeune groac'h lui demande d'attendre un mois, le temps que meure la sœur aînée. Elle lui remet alors deux clés, avec la consigne de ne jamais rester dehors après le coucher du soleil. La jeune fille rencontre l'une des siennes en se promenant et décide de rentrer plus tôt pour tenir sa promesse. Elle rencontre plus tard un jeune homme très beau, qu'elle quitte en lui promettant de revenir le lendemain. La groac'h lui conseille de l'épouser, garantissant que cela lèvera l'interdiction de rentrer avant le coucher du soleil. Elle suit le conseil et vit heureuse avec son nouvel époux.

### La Fée du puits/Groac'h ar puñs
D'après ce conte récent (collecté par Théophile Le Graët en 1975), un homme veuf, ayant une fille, épouse une femme noire de peau, qui a une fille de même apparence. La nouvelle épouse traite très mal sa belle-fille et lui demande de filer toute la journée. Un jour qu'elle file près d'un puits, elle rencontre une vieille fée aux dents de morse qui lui offre de nouveaux habits, lui guérit les doigts, file à sa place et lui propose de partager sa demeure, où la jeune fille s'empresse d'emménager et y devient très heureuse. Quand elle annonce son souhait de partir, la fée lui remet une pierre magique. Elle rentre chez sa marâtre où, avec ses nouveaux habits, personne ne la reconnaît. La pierre fée lui permet d'obtenir tout ce qu'elle veut. La fille noire devient jalouse et se jette dans le puits en espérant obtenir les mêmes dons. La fée lui remet un chardon. La fille noire souhaite voir apparaître le plus grand prince du monde pour qu'il la demande en mariage, mais c'est le Diable qui apparaît et l'emporte. Depuis, la gentille fille est retournée dans sa maison au fond du puits, et on peut l'entendre chanter certains jours.

### Les Fées de la mer/Groac'had vor
Ce conte se déroule sur l'île de Groagez (l'« île des Femmes » ou l'« île aux fées »), que Paul Sébillot décrit comme étant la demeure d'une vieille enchanteresse fileuse, dans le Trégor, à un kilomètre de Port Blanc. D'après ce conte collecté par G. Le Calvez à la fin du XIXe siècle, une groac'h vor (fée de mer) vit dans un rocher creux de cette île. Une femme vient à y passer et tombe sur la vieille fée en train de filer sur sa quenouille. La groac'h invite la femme à l'approcher et lui remet sa quenouille, précisant que cela fera sa fortune, mais qu'elle ne devra en parler à personne. La femme rentre chez elle et devient très vite riche grâce à la quenouille qui ne diminue jamais, et dont le fil est d'une qualité bien supérieure à tous les autres. Mais la tentation d'en parler se fait plus forte. À l'instant où elle révèle que sa quenouille vient d'une fée, tout l'argent qu'elle a gagné avec disparaît.

### La Fée de Lanascol/Groac'h Lanascol
Cette histoire a été collectée par Anatole Le Braz, qui fait référence à la croyance aux fées parmi les personnes de sa connaissance auprès de son ami Walter Evans-Wentz. Une gentilhommière en ruine, nommée le « château de Lanascol », passe pour abriter une fée connue sous le nom de groac'h Lanascol.  Un jour, les propriétaires des lieux mettent en vente une partie du domaine qu'ils n'habitent plus. Un notaire de Plouaret supervise la vente aux enchères, au cours de laquelle les prix montent très haut. Soudain, une voix féminine douce et impérieuse surenchérit de mille francs. Toute l'assistance cherche qui a dit cela, mais il n'y a aucune femme dans la salle. Le notaire demande alors à haute voix qui a enchéri, et la voix féminine répond « groac'h Lanascol ! ». Tout le monde s'enfuit et, depuis lors, d'après Le Braz, le domaine n'a jamais trouvé d'acquéreur.

## Localisations, toponymes et cultes

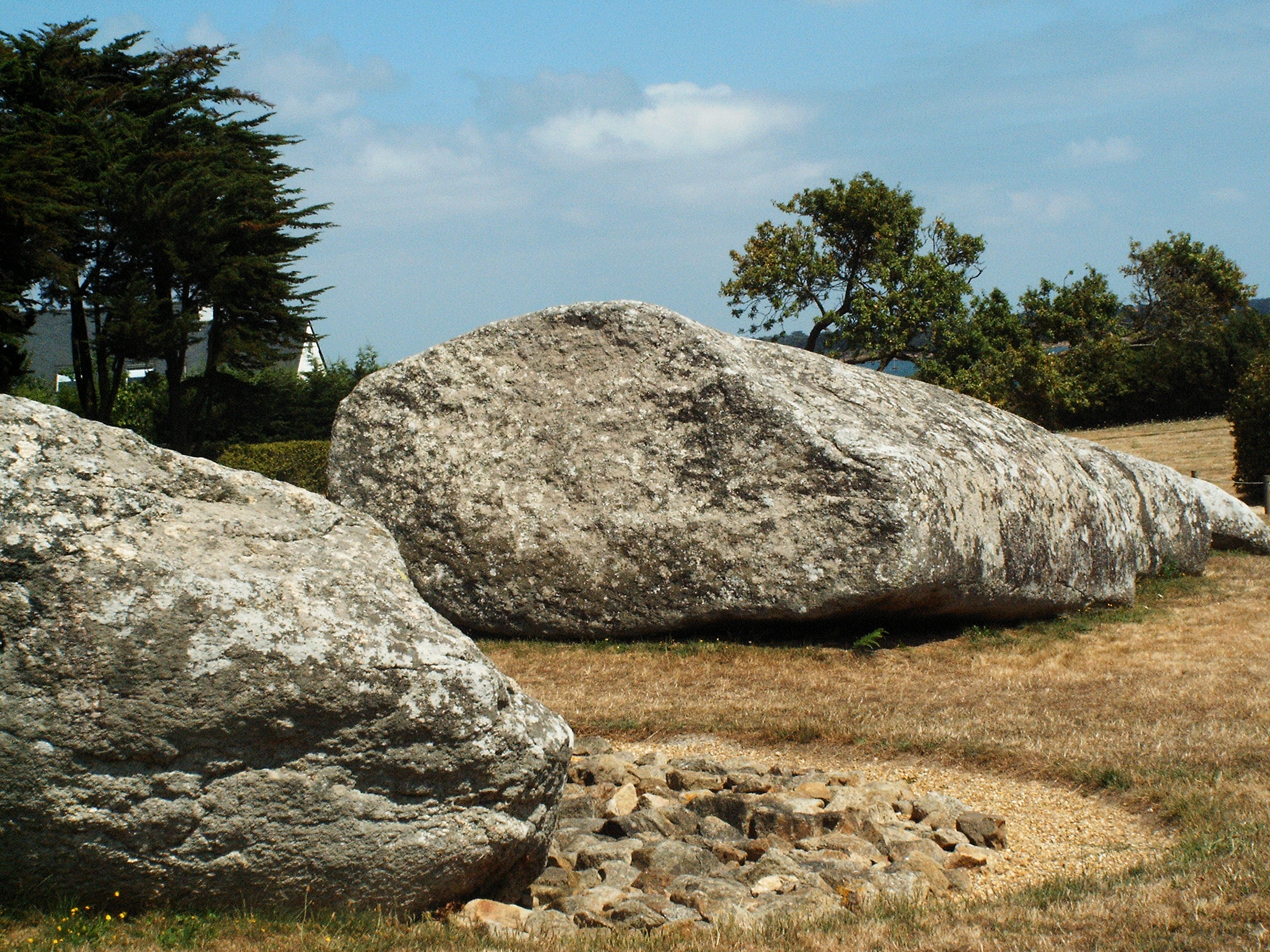
Le Grand Menhir, dit Men Er Groah, à Locmariaquer.

De nombreux toponymes en Basse-Bretagne sont attribués à une « groac'h ». Le Grand Menhir dit Men Er Groah, à Locmariaquer, doit probablement son nom à un amalgame entre le nom breton de la grotte (« groh ») et celui de cette vieille fée. Pierre Saintyves cite dans la même commune une « table de la vieille », un dolmen nommé daul ar groac'h. À Maël-Pestivien, trois pierres de deux mètres de hauteur, posées à côté l'une de l'autre au village de Kermorvan, sont connues sous le nom de Ty-ar-Groac'h, soit « la maison de la fée ».
En 1868, un menhir de huit mètres nommé Min-ar-Groach fut détruit à Plourac'h. À Cavan, le tombeau de la « groac'h Ahès », ou « Be Ar Groac'h », est par contre attribué à la géante Ahès. Il existe un « Tombeau de la Groac'h Rouge » à Prat, attribué à une « fée rouge » qui aurait apporté les pierres dans son tablier. Ce mégalithe est cependant presque détruit. D'après Souvestre et le celtomane Alfred Fouquet (1853), l'île de Groix devrait son nom (en breton) à des groagez, décrites comme « des druidesses » désormais vues comme de vieilles femmes ou de vieilles sorcières. La philosophe Claire de Marnier relie cette croyance faisant des îliens des fils de la sorcière à une « pensée merveilleuse », propre à l'« âme bretonne »,.
Un rocher de Croac'h Coz, soit l'« île de la vieille fée » rattachée à Plougrescant, serait habité par une vieille groac'h qui file de temps en temps. Sébillot raconte que les pêcheurs de Loguivy (à Ploubazlanec) craignaient jadis de passer près de la grotte nommée Toul ar Groac’h (trou de la fée), et préféraient se coucher sous leur bateau retourné sur la grève en attendant la prochaine marée, pluôt que de risquer de fâcher la fée. De même, Anatole Le Braz cite Barr-ann-Hëol, près de Penvénan, comme étant un lieu dangereux où veille une groac'h prête à se saisir des gens attardés, à l'angle de deux routes. À Ouessant, de nombreux toponymes y font référence, dont la Pointe de la Groac'h et le phare de la Vieille, en référence, d'après Georges Guénin, à « une espèce de sorcière ».
Quelques traces de possibles cultes rendus à ces fées sont recensées. Paul-Yves Sébillot raconte que les malades venaient jadis se frotter à la statue préchrétienne dite Groac'h er goard (ou Groac'h ar Goard), pour obtenir guérison,. Cette vieille statue de granit de sept pieds de haut, plus connue sous le nom de Vénus de Quinipily, représente une femme nue aux « formes indécentes » et pourrait être un vestige du culte de Vénus ou d'Isis.

## Analyse

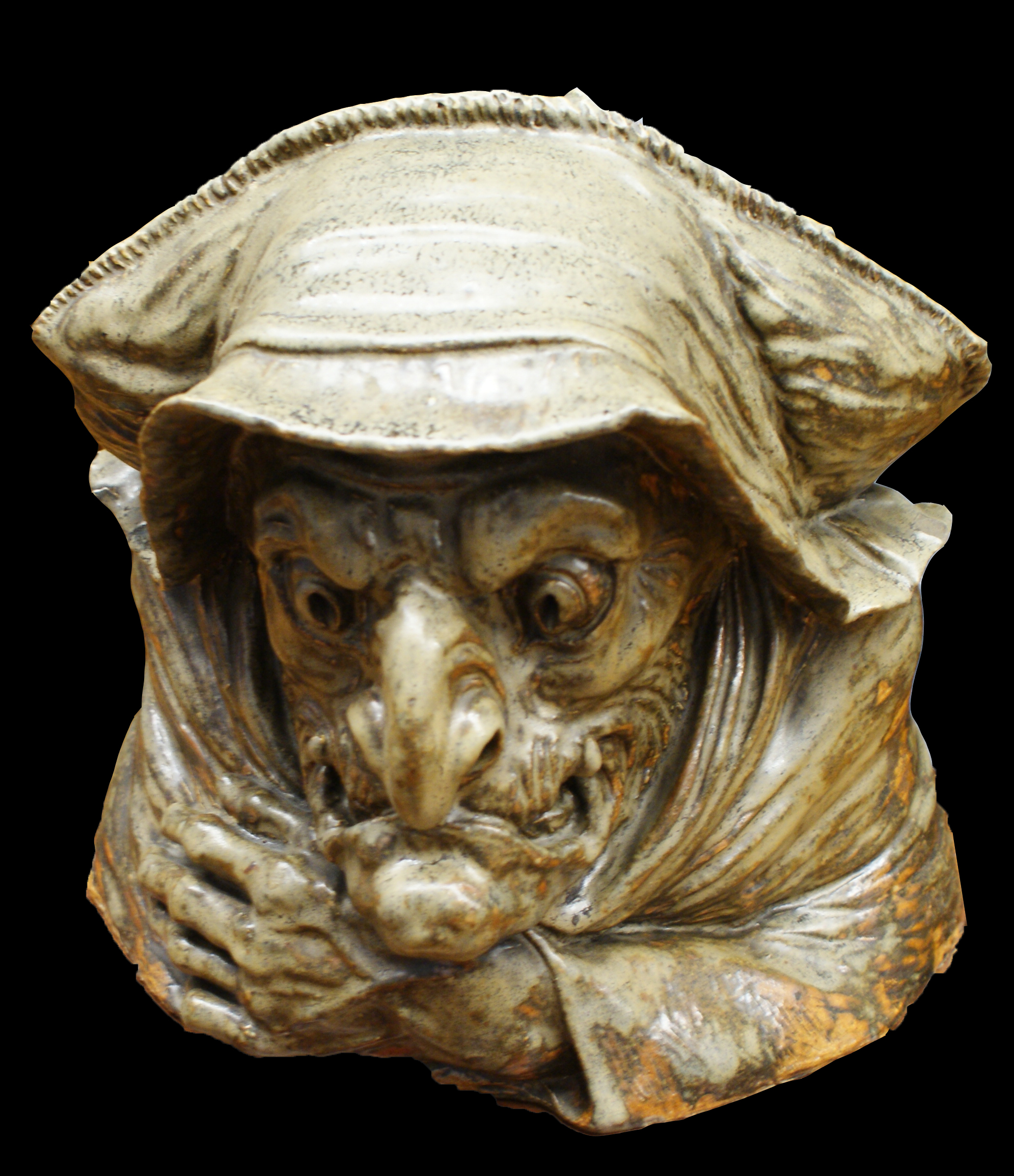
La groac'h est rapprochée du personnage archétypal de « la Vieille » (ici, une représentation de Baba Yaga).

Selon Marc Gontard, la groac'h témoigne de la diabolisation des anciennes divinités féminines sous l'influence du christianisme : elle a été changée en sorcière, tout comme d'autres divinités l'ont été en filles perdues et en sirènes. Son palais au fond des eaux est un motif typique des contes et récits féeriques, que l'on retrouve entre autres dans les textes de la légende arthurienne, le folklore irlandais et plusieurs contes hispaniques. Pierre Dubois rapproche la groac'h d'un grand nombre de fées des eaux maléfiques, comme Peg Powler, Jenny Greenteeth, la mère Engueule et les ogresses vertes de Cosges, qui entraînent les humains au fond des eaux pour les dévorer. Joseph Rio l'inscrit dans une évolution globale des fées bretonnes entre 1820 et 1850 qui, de petites créatures noiraudes et ridées proches des korrigans, deviennent de plus en plus souvent de grandes et jolies femmes dans les textes des lettrés de l'époque, probablement pour rivaliser avec les fées germaniques.
La groac'h a été rapprochée du personnage énigmatique et archétypal de « la Vieille », étudié par différents folkloristes. Ce nom est souvent lié à des mégalithes. Edain McCoy assimile la groac'h  à la Vieille (Crone, en anglais), citant notamment la traduction courante par « sorcière ». Elle ajoute que « nombre de contes bretons présentent cette créature de manière négative, aucun n'en dresse un portrait flatteur ».

## Dans la littérature
Une groac'h apparaît dans le roman La Pâleur et le Sang publié par Nicolas Bréhal en 1983. Cette sorcière maudite redoutée des pêcheurs fait peser une malédiction sur la famille Bowley. Roman « mystique et fantastique », La Pâleur et le Sang inclut la groac'h aux forces mystérieuses et presque diaboliques qui assaillent l'île de Vindilis. Cette vieille femme est présentée comme ayant des « pouvoirs magiques et maléfiques », met en garde d'autres personnages quand ils l'offensent et prédit des représailles. Son assassinat est l'une des causes des malheurs qui frappent l'île. Une groac'h apparaît également dans Absinthes & Démons, recueil de nouvelles d'Ambre Dubois paru en 2012. Dans le roman Fleur de tonnerre (2013) de Jean Teulé, groac'h est un surnom donné à Hélène Jégado quand elle est une petite fille, à Plouhinec.

### Note
1. ↑  Cette étymologie liant Groix à la groac'h n'est qu'une possibilité parmi de nombreuses autres. Voir Frédéric Le Tallec, « À propos de l'étymologie de Groix » dans La Chaloupe de l'île, journal de l'île de Groix, 1984.

#### Sources primaires
- [Saintyves 1934] Pierre Saintyves, Corpus du folklore préhistorique en France et dans les colonies françaises, vol. 3, E. Nourry, 1934
- [Souvestre 1845] Émile Souvestre (ill. Tony Johannot), « La Groac’h de l’Île du Lok », dans Le foyer breton: Traditions populaires, Coquebert, 1845 (lire en ligne), p. 76-89
- [Souvestre 1891] Émile Souvestre (ill. Théophile Jean-Marie Busnel), « La Groac’h de l’Île du Lok », dans Contes et légendes de Basse-Bretagne, Nantes, Société des bibliophiles bretons, 1891 (lire en ligne)

#### Sources secondaires
- [Dubois 2008] Pierre Dubois (ill. Roland et Claudine Sabatier), « La Groac'h », dans La Grande Encyclopédie des fées, Paris, Hoëbeke, 2008, 186 p. (ISBN 9782-84230-326-6).
- [Ely et Tsaag Valren 2013] Richard Ely et Amélie Tsaag Valren, « Groac'h », dans Bestiaire fantastique & créatures féeriques de France, Terre de Brume, 25 octobre 2013 (ISBN 2843625084 et 978-2843625084), p. 151
- [Le Stum 2003] Philippe Le Stum, Fées, Korrigans & autres créatures fantastiques de Bretagne, Rennes, Ouest-France, 2003, 121 p. (ISBN 2-7373-2369-X)
- [Morvan 1999] Françoise Morvan, La douce vie des fées des eaux, Arles, Actes Sud, 1999, 339 p. (ISBN 2-7427-2406-0 et 9782742724062)
- [Mozzani 2015] Éloïse Mozzani, Légendes et mystères des régions de France, Robert Laffont, coll. « Bouquins », 2015, 1566 p. (ISBN 978-2-221-15922-4 et 2-221-15922-5, lire en ligne)
- [Ruaud 2010] André-François Ruaud, « Groac'h », dans Le Dico féérique: Le Règne humanoïde, vol. 1 de Bibliothèque des miroirs, Les moutons électriques, 2010 (ISBN 2361830302 et 9782361830304)

#### Ouvrages scientifiques
- [Plötner-Le Lay et Blanchard 2006] Bärbel Plötner-Le Lay et Nelly Blanchard, Émile Souvestre, écrivain breton porté par l'utopie sociale, Morlaix, Centre de Recherche Bretonne et Celtique ; LIRE (Université Lyon 2), février 2006

- [Rio 2006] Joseph Rio, « Du korrigan à la fée celtique », dans Littératures de Bretagne : mélanges offerts à Yann-Ber Piriou, Presses Universitaires de Rennes, 2006 (lire en ligne), p. 237-252Cet article a été attribué par erreur à Gaël Milin, les PUR ont publié un errata dans l'ouvrage.